# Ausserferrera
Ausserferrera (toponimo tedesco; in romancio Farera, in italiano Ferrera di Fuori, desueto) è una frazione di 46 abitanti del comune svizzero di Ferrera, nella regione Viamala (Canton Grigioni).

## Geografia fisica
Ausserferrera è situato nella Val Ferrera, lungo il Reno di Avers (localmente Ragn de Ferrera, "Reno di Ferrera"); il punto più elevato del territorio è la cima del Piz Grisch (3 062 m s.l.m.).

## Origini del nome
Le denominazioni dei villaggi Ausserferrera e Innerferrera sono di origine recente: in passato il nome Ferrera (dal latino ferraria) indicava solo l'odierna Ausserferrera.

## Storia

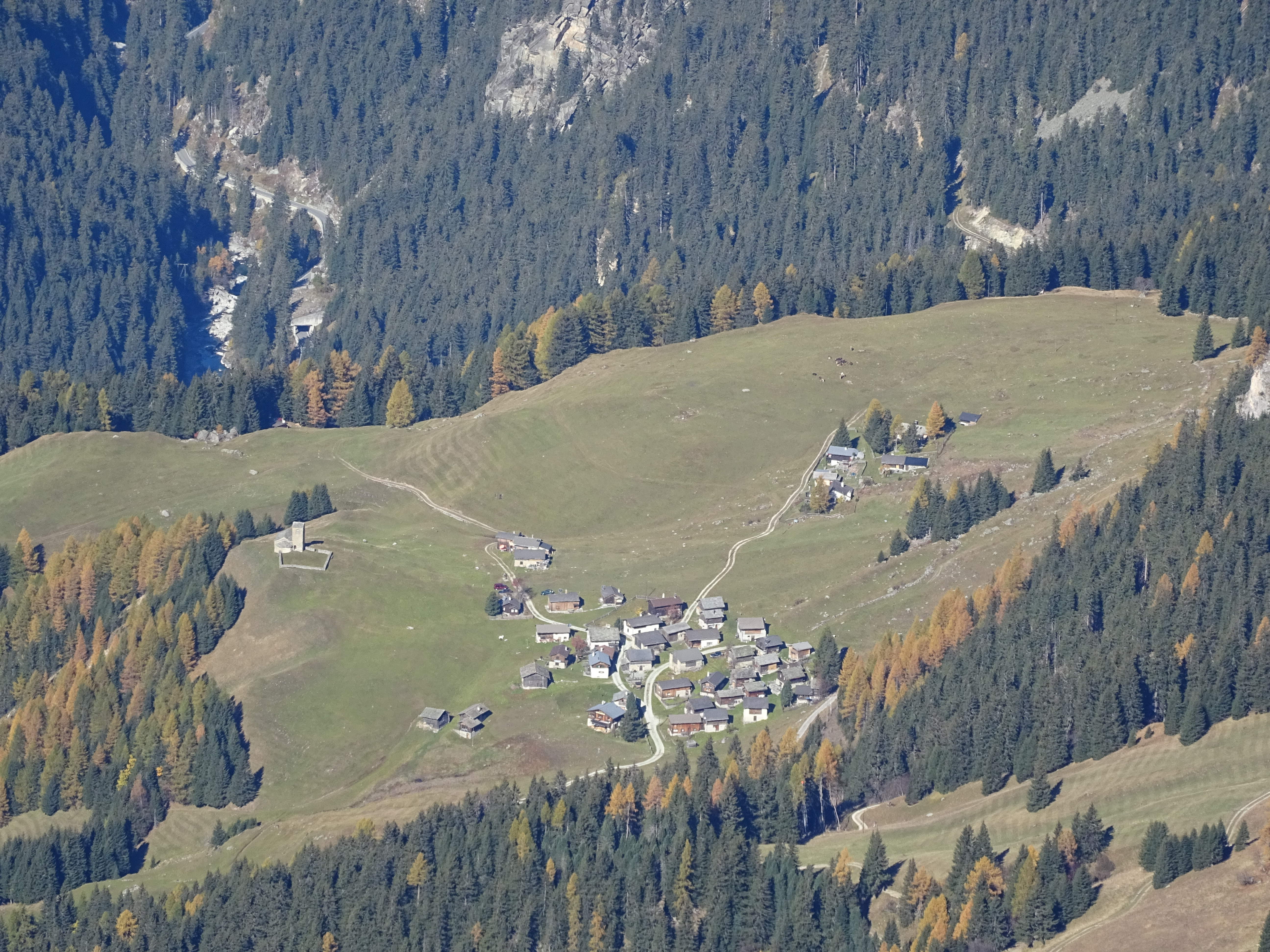
Cresta

La più antica menzione storica del toponimo risale alla metà del XII secolo, quando il villaggio viene attestato come Farreira; la fondazione dell'insediamento è tuttavia anteriore di più un secolo, per opera di popolazioni romance, e la parte più antica di Ausserferrera è probabilmente la località Cresta.
Nel corso dei secoli, Ausserferrera seguì in un primo momento le sorti del resto dello Schams: dapprima proprietà della diocesi di Coira, passò poi ai von Vaz, successivamente ai von Werdenberg e infine di nuovo ai vescovi di Coira (1456). Nel 1458 gli abitanti di Ausserferrera riscattarono i diritti signorili sulla valle. A partire dal XVI secolo Ausserferrera costituì una zona di attività estrattiva di minerali ferrosi, testimoniata dai resti di un forno fusorio poco più a valle del villaggio. L'estrazione, che raggiunse il culmine nel XIX secolo, comportò un ampio disboscamento della vallata e l'immigrazione di numerosi minatori austriaci.
Fino al 1837 Ausserferrera rimase unito a Innerferrera e fino al 1851 fece parte della vicinia (Nachbarschaft) della comunità giudiziaria dello Schams costituendo, assieme ad Andeer, Innerferrera e Pignia, una corte di bassa giustizia civile. La costruzione della carrozzabile risale agli anni 1890-1895; nel XX secolo la costruzione delle centrali elettriche lungo il Reno Posteriore (che ancora oggi fruttano al comune un introito legato al canone d'acqua versati dalla società elettrica al cantone) comportò uno sviluppo della valle.

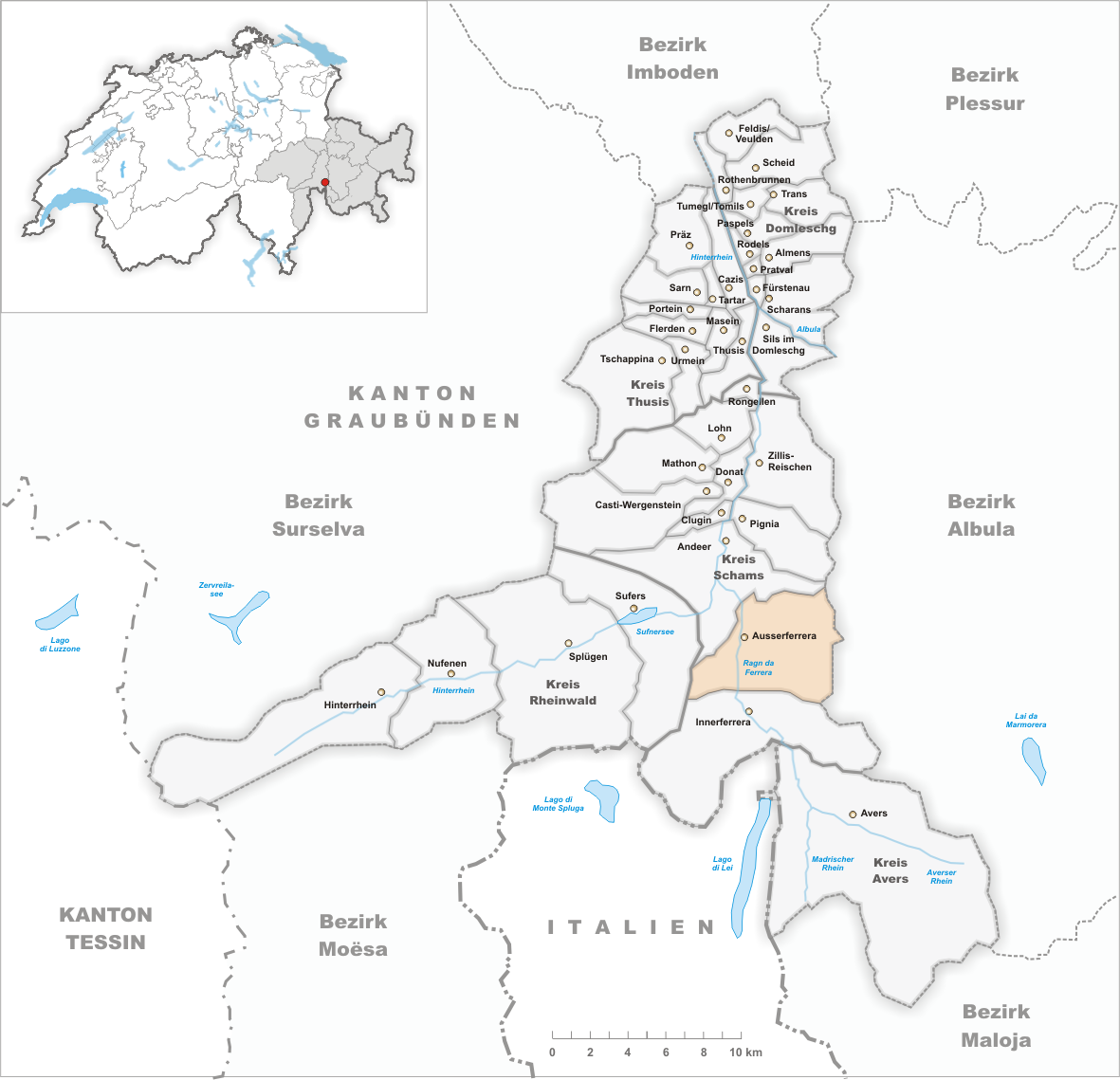
Il territorio del comune di Ausserferrera prima degli accorpamenti comunali del 2008

Dal 1851 al 31 dicembre 2007 è stato un comune autonomo che si estendeva per 31,46 km² e che comprendeva anche la frazione di Cresta; il 1º gennaio 2008 è stato aggregato all'altro comune soppresso di Innerferrera  per formare il nuovo comune di Ferrera, del quale Ausserferrera è capoluogo comunale.

## Monumenti e luoghi d'interesse

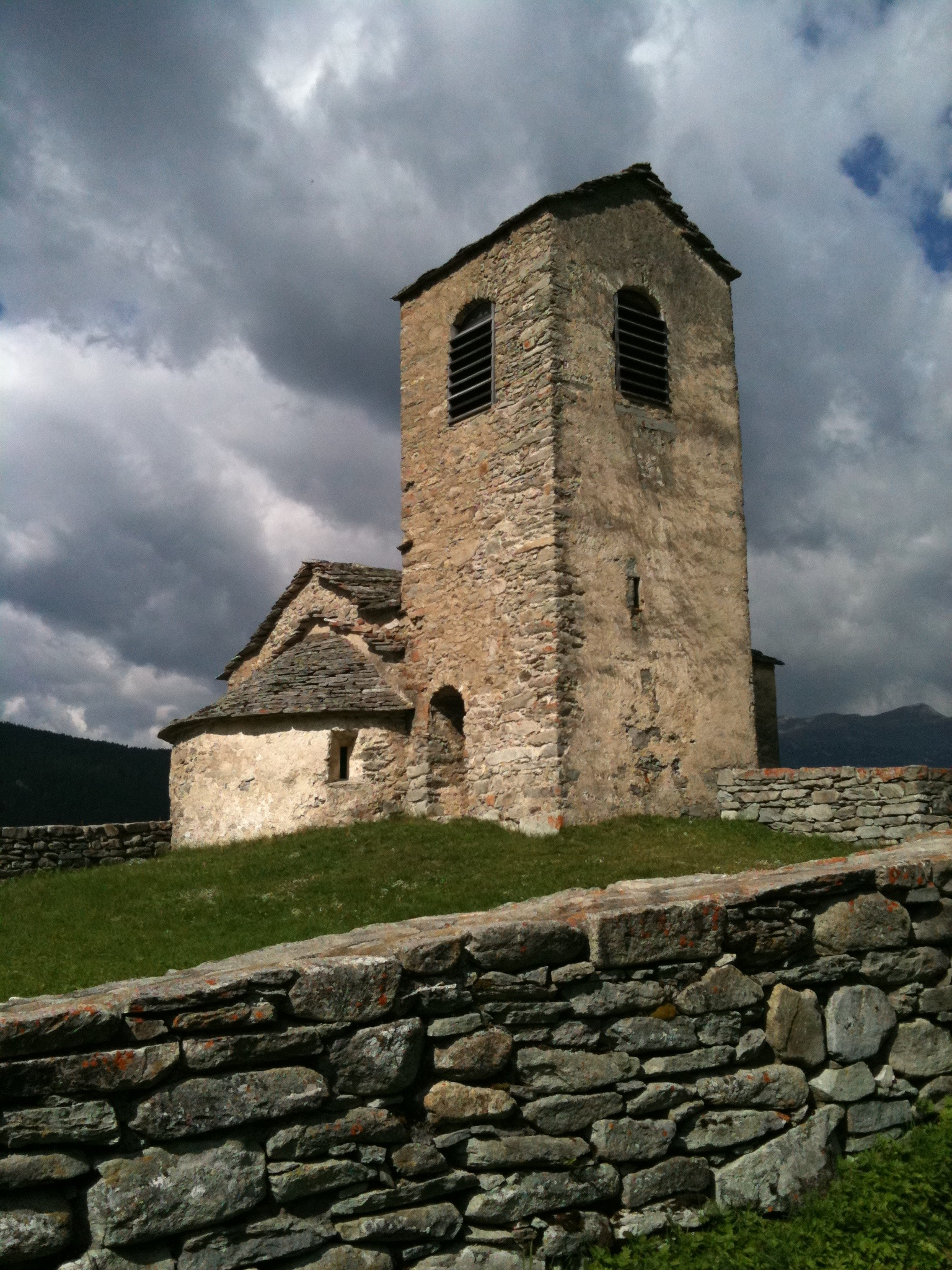
La chiesa riformata di Cresta

- Chiesa riformata di Cresta,[4] eretta nel 1200 circa[1][5];
- Chiesa riformata di Ausserferrera,[4] attestata dal XV secolo[1][5].

## Società

### Evoluzione demografica
L'evoluzione demografica è riportata nella seguente tabella:
Abitanti censiti

### Lingue e dialetti
Fino agli anni 1950 il villaggio è stato prevalentemente di lingua romancia, nella variante sottosilvano (sutsilvan), e in seguito si è assistito a una graduale germanizzazione degli abitanti: nel 1920 parlava romancio l'88% della popolazione, nel 1990 il 35%, nel 2000 un solo abitante. I toponimi della cartografia ufficiale svizzera del paese sono in lingua romancia.
| Lingue ad Ausserferrera | Lingue ad Ausserferrera | Lingue ad Ausserferrera | Lingue ad Ausserferrera | Lingue ad Ausserferrera | Lingue ad Ausserferrera | Lingue ad Ausserferrera |
| ----------------------- | ----------------------- | ----------------------- | ----------------------- | ----------------------- | ----------------------- | ----------------------- |
| Lingue                  | Censimento 1980         | Censimento 1980         | Censimento 1990         | Censimento 1990         | Censimento 2000         | Censimento 2000         |
| Lingue                  | Abitanti                | Percentuale             | Abitanti                | Percentuale             | Abitanti                | Percentuale             |
| Tedesco                 | 29                      | 58,00 %                 | 28                      | 58,33 %                 | 44                      | 93,62 %                 |
| Romancio                | 19                      | 38,00 %                 | 17                      | 35,42 %                 | 1                       | 2,13 %                  |
| Italiano                | 0                       | 0,00 %                  | 2                       | 4,17 %                  | 1                       | 2,13 %                  |
| Totale                  | 50                      | 100 %                   | 48                      | 100 %                   | 47                      | 100 %                   |

## Infrastrutture e trasporti
Dista 19 km dalla stazione ferroviaria di Thusis, 3 km dall'uscita autostradale di Rofla-Avers, sulla A13/E43, e 43 km da Coira.

## Sport
Nel territorio di Ausserferrera si trova il sito d'arrampicata Magic Wood.